# Mesodesmus rugifer
Mesodesmus rugifer är en mångfotingart som beskrevs av Filippo Silvestri 1907. Mesodesmus rugifer ingår i släktet Mesodesmus och familjen Chelodesmidae. Inga underarter finns listade i Catalogue of Life.